# Alumni Stadium (Notre Dame)
Ne doit pas être confondu avec Alumni Stadium (Boston College).
Le Alumni Stadium, est un stade omnisports américain (servant principalement pour le soccer et la crosse) situé dans la ville de Notre Dame, en Indiana.
Appartenant à l'Université de Notre-Dame-du-Lac, le stade, doté de 3 007 places et inauguré en 2009, sert d'enceinte à domicile pour les équipes universitaire masculines et féminines du Fighting Irish de Notre Dame (pour ses équipes de soccer et de crosse).

## Histoire
Les travaux du stade débutent le 26 avril 2008 pour s'achever plus d'un an plus tard. Il ouvre ses portes le 1er septembre 2009.
Deux matchs d'inauguration ont lieu trois jours plus tard, lorsque l'équipe masculine de soccer des Notre Fighting Irish affronte North Carolina Tar Heels, tandis que les féminines affrontent les Wake Forest Demon Deacons.
Le record d'affluence au stade est de 3 511 spectateurs le 2 septembre 2011, lors d'une rencontre féminine entre Notre Dame et les Tulsa Golden Hurricane.